# Human Sciences Research Council
L'Human Sciences Research Council (HSRC) è la più grande agenzia di ricerca e think tank politico africano nel campo delle scienze sociali e delle discipline umanistiche. In primo luogo, conduce progetti su larga scala e di rilevanza politica nell'ambito delle scienze sociali per conto di utilizzatori del settore pubblico, organizzazioni internazionali e enti caritatevoli per lo sviluppo a livello nazionale in Africa e nella Comunità di sviluppo dell'Africa meridionale.
L'HSRC nacque all'interno del National Bureau of Education and Social Research, attivo dal 1929. Fu istituito formalmente nel 1968 col mandato di focalizzarsi sulla scienza e sulla tecnologia come strumento di contrasto alla povertà. Affiliato al Dipartimento governativo della Scienza e della Tecnologia sudafricano, contribuisce alla strategia di ricerca e sviluppo di quest'ultimo. L'HSRC Press è la casa editrice accademica dell'organizzazione, che è anche il più grande operatore editoriale sudafricano nell'ambito delle scienze sociali e delle discipline umanistiche.
Negli anni 2000, l'HSRC ha subito una profonda trasformazione per allinearsi alle priorità politiche del governo sudafricano: la riduzione della povertà attraverso lo sviluppo economico, l'aumento delle capacità individuali e delle organizzazioni, il rafforzamento delle competenze, la creazione di nuove opportunità occupazionali, l'eliminazione delle discriminazioni e delle disuguaglianze, oltre ad un'efficace erogazione del servizio.
L'HSRC opera nelle seguente macroaree relative alla povertà, alle disuguaglianze e allo sviluppo inclusivo:
- inclusione economica: crescita, competitività, integrazione regionale, infrastrutture, innovazione tecnologica ICT, risorse (naturali, umane, terrestri), mercati del lavoro e dinamiche spaziali (urbanizzazione, tendenza formare agglomerati abitativi, densità);
- sviluppo sociale: benessere (qualità della vita, sicurezza, mobilità sociale e spaziale, emigrazione), capacità umane (istruzione, competenze, salute, ecc.), relazioni sociali (razza, classe, genere, identità, ecc.), istituzioni sociali e coesione (famiglia, comunità, ecc.);
- governance e processo decisionale: la partecipazione politica, la democrazia, il rafforzamento della fiducia, il rafforzamento della legittimazione delle strutture pubbliche, la costruzione di risorse umane e materiali all'interno dello Stato, il consolidamento della leadership unita alla distribuzione del potere, la responsabilità, la reattività, i movimenti sociali, un governo multilivello in un processo decisionale coordinato.